# Тарская, Татьяна Николаевна
Татьяна Николаевна Тарская (22 декабря 1939; Грозный, Чечено-Ингушская АССР, РСФСР, СССР) — советская и казахская актриса театра. Заслуженная артистка Казахстана (1995). Ведущая актриса Государственный академический русский театр для детей и юношества имени Н. Сац (с 1968).

## Биография
Родилась 22 декабря 1939 года в городе Грозный Чечено-Ингушской АССР.
Окончила актерский факультет вечерней студии при Государственном театре русской драмы и дома работников искусств Министерства культуры Латвийской ССР (1964).
С 1961 по 1964 годы — актриса Государственного театра русской драмы (г. Рига).
С 1964 по 1967 годы — актриса Воронежского государственного театра юного зрителя.
С 1968 года по настоящее время — актриса Государственного академического русского театра для детей и юношества имени Н. Сац.
Имя Татьяны Тарской внесено в энциклопедию «Элита Казахстана» и в «Золотую книгу Казахстана».

## Роли в театре
Основные роли исполнила на сцене Государственного академического русского театра для детей и юношества имени Н. Сац. За все время на сцене этого театра ею сыграно около 100 ролей. Среди них:
- Женька — «Мой брат играет на кларнете», А. Алексин (1968)
- Аленушка — «Аленький цветочек», И. Карнаухова, Л. Браусевич (1968)
- Золушка — «Золушка», Е.Шварц (1969)
- Корнева Леля; Комсомолка — «Город на заре», А. Арбузов (1970)
- Джульетта — «Ромео и Джульетта», У. Шекспир (1970)
- Нелли — «Униженные и оскорбленные», Ф. Достоевский (1971)
- Валентина — «Валентин и Валентина», М. Рощин (1971)
- Луиза; Леди Мильфорд — «Коварство и любовь», Ф. Шиллер (1972)
- Сесиль — «Робин Гуд», С. Заяицкий (1973)
- Мальвина — «Золотой ключик», А. Толстой (1973)
- Катя — «С любимыми не расставайтесь»,  А. Володин (1974)
- Соня Гурвич — «А зори здесь тихие…», Б. Васильев (1975)
- Ирина Ивановна — вечер с Шукшиным, «Два выстрела», «Сураз» (1975)
- Фрекен Розенблюм — «Пеппи Длинный-чулок», А. Линдгрен (1977)
- Оливия — «Двенадцатая ночь», У. Шекспир (1977)
- Раиса — «Женитьба Бальзаминова», А. Островский (1981)
- Девушка — «Принц и нищий», С. Михалков (1985)
- Мать Тиль; Материнская любовь — «Синяя птица», М. Метерлинк (1987)
- Княгиня Тугоуховская — «Горе от ума», А. Грибоедов (1988)
- Повариха, Бабариха — «Сказка о царе Салтане», А. Пушкин (1990)
- Фатима — «Али-Баба и 40 разбойников», В. Смехов (1992)
- Маркиза — «Любовь», Ги де Мопассан (1993)
- Флейта — «Муха-Цокотуха», К. Чуковский (1996)
- Аманда Уингфильд — «Стеклянный зверинец», Т. Уильямс (1997)
- Жена Городничего — «Беспримерная конфузия» («Ревизор»), Н. В. Гоголь (2002)
- Мокеевна — «Закат», И. Бабель (2007)
- Гном Сидит — «Белоснежка», по мотивам сказки Братьев Гримм (2010)
- Фрейлина — «Золушка», по мотивам сказок Ш. Перро (2011)
- Бабушка — «Королевство кривых зеркал», по повести-сказке В. Губарева (2011)
- 1-я фрейлина — «Бременские музыканты», В. Ливанов (2011)
- Крыса Шушара — «Золотой ключик», А. Толстой (2011)
- Фея цветов — «Снежная королева», Г. Х. Андерсен (2012)
- Еремеевна. и др. — «Недоросль», Д. Фонвизин (2014)

## Награды и звания
- 1976 — Орден «Знак Почёта» — за выдающийся вклад в развитие советского и казахского театрального искусства.;
- 1989 — Медаль «Ветеран труда»;
- 1995 — Заслуженная артистка Казахстана — за заслуги в области советского и казахского театрального искусства.;
- 2001 — конкурс «Выбор года №1 в Казахстане», премия «Алтын адам» как актрисе года[2]
- 2016 — Национальная премия «Человек года – Алтын Адам» — за выдающийся вклад в развитие отечественной культуры и искусства, многолетнюю творческую деятельность.;
- 2016 — Медаль «25 лет независимости Республики Казахстан»;
- 2015 (26 ноября) — Почётный знак «За заслуги в развитии культуры и искусства» (Межпарламентская ассамблея СНГ) — за значительный вклад в формирование и развитие общего культурного пространства государств — участников Содружества Независимых Государств, в реализацию идей сотрудничества в сфере культуры и искусства[3][4].
- 2018 — Национальная театральная премия «Сахнагер» в номинации «Сценическое долголетие»;[5]
- 2020 (3 декабря) — Орден «Достык» 2 степени — за значительный вклад в театральное искусство в связи с 80-летием со дня рождения.[6]
- 2020 (12 октября) — Орден Дружбы (Россия) — за заслуги в укреплении дружбы и сотрудничества между народами, плодотворную деятельность по сближению и взаимообогащению культур наций и народностей[1].